# Weishan, Dali
Weishan är ett autonomt härad för yifolket och för huikineser i den autonoma prefekturen Dali i Yunnan-provinsen i sydvästra Kina. 